# Bullseye Mountain
Bullseye Mountain är ett berg i Antarktis. Det ligger i Östantarktis. Nya Zeeland gör anspråk på området. Toppen på Bullseye Mountain är 2 638 meter över havet.
Terrängen runt Bullseye Mountain är huvudsakligen kuperad, men åt sydväst är den platt. Trakten är obefolkad. Det finns inga samhällen i närheten.